# Patryk Makuch
Patryk Makuch (Łódź, 11 aprile 1999) è un calciatore polacco, centrocampista o attaccante del Raków Częstochowa.

## Carriera
Cresciuto nell'SMS Łódź, nel 2018 si trasferisce al Miedź Legnica, che inizialmente lo inserisce nella squadra riserve; nel marzo del 2019 viene promosso in prima squadra. Il 27 agosto 2020 viene ceduto in prestito al GKS Bełchatów, facendo ritorno in rosa nel successivo mese di gennaio. Nel 2022 conquista la promozione in Ekstraklasa con il club di Legnica; il 24 maggio viene acquistato dal KS Cracovia, con cui firma un quadriennale.
L'11 luglio 2024 viene ceduto al Raków Częstochowa, con cui si lega fino al 2028.

## Statistiche

### Presenze e reti nei club
Statistiche aggiornate al 12 aprile 2025.
| Stagione             | Squadra              | Campionato           | Campionato | Campionato | Coppe nazionali | Coppe nazionali | Coppe nazionali | Coppe continentali | Coppe continentali | Coppe continentali | Altre coppe | Altre coppe | Altre coppe | Totale | Totale | Totale |
| Stagione             | Squadra              | Comp                 | Pres       | Reti       | Comp            | Pres            | Reti            | Comp               | Pres               | Reti               | Comp        | Pres        | Reti        | Pres   | Reti   |        |
| -------------------- | -------------------- | -------------------- | ---------- | ---------- | --------------- | --------------- | --------------- | ------------------ | ------------------ | ------------------ | ----------- | ----------- | ----------- | ------ | ------ | ------ |
| mar.-giu. 2019       | Miedź Legnica        | EK                   | 3          | 0          | CP              | 0               | 0               | -                  | -                  | -                  | -           | -           | -           | 3      | 0      |        |
| 2019-2020            | Miedź Legnica        | IL                   | 28+1       | 2          | CP              | 1               | 0               | -                  | -                  | -                  | -           | -           | -           | 30     | 2      |        |
| ago.-dic. 2020       | GKS Bełchatów        | IL                   | 16         | 3          | CP              | -               | -               | -                  | -                  | -                  | -           | -           | -           | 16     | 3      |        |
| gen.-giu. 2021       | Miedź Legnica        | IL                   | 17         | 2          | CP              | -               | -               | -                  | -                  | -                  | -           | -           | -           | 17     | 2      |        |
| 2021-2022            | Miedź Legnica        | IL                   | 31         | 14         | CP              | 1               | 0               | -                  | -                  | -                  | -           | -           | -           | 32     | 14     |        |
| Totale Miedź Legnica | Totale Miedź Legnica | Totale Miedź Legnica | 79+1       | 18         |                 | 2               | 0               |                    | -                  | -                  |             | -           | -           | 82     | 18     |        |
| 2022-2023            | KS Cracovia          | EK                   | 32         | 6          | CP              | 1               | 0               | -                  | -                  | -                  | -           | -           | -           | 33     | 6      |        |
| 2023-2024            | KS Cracovia          | EK                   | 34         | 5          | CP              | 2               | 0               | -                  | -                  | -                  | -           | -           | -           | 36     | 5      |        |
| Totale KS Cracovia   | Totale KS Cracovia   | Totale KS Cracovia   | 66         | 11         |                 | 3               | 0               |                    | -                  | -                  |             | -           | -           | 69     | 11     |        |
| 2024-2025            | Raków Częstochowa    | EK                   | 21         | 2          | CP              | 1               | 0               | -                  | -                  | -                  | -           | -           | -           | 22     | 2      |        |
| Totale carriera      | Totale carriera      | Totale carriera      | 182+2      | 34         |                 | 6               | 0               |                    | -                  | -                  |             | -           | -           | 190    | 34     |        |

## Palmarès

### Club

#### Competizioni nazionali
- Campionato polacco di seconda divisione: 1

Miedź Legnica: 2021-2022